# Tomoya Wakahara
Tomoya Wakahara (født 28. december 1999) er en japansk fodboldspiller, som spiller for den japanske fodboldklub Kyoto Sanga FC.